# 藤田茜
藤田 茜（ふじた あかね、1993年1月26日 - ）は、日本の女性声優。賢プロダクション所属。静岡県出身。

## 略歴
賢プロダクション全国声優オーディション2011準グランプリ受賞。
小学生の頃から本を声に出して読むことが大好きで、高校時代は放送部に所属していた。三年次にはNHK杯全国高校放送コンテストの全国大会に出場した。ラジオから声優を好きになることが多く、田村ゆかりや小野坂昌也の番組を聞いていたという。
2012年に発売されたゲーム『ジェネレーション オブ カオス6』のユーリ役で声優デビュー。

## 人物
方言は静岡弁。
趣味はラジオ、旅行、コーヒー、チョコレート、可愛い動画を観ること。
日々、食を楽しみに生きており、特に甘いものが好き。甘いものと一緒に飲むコーヒーは、ほぼ毎日豆を挽いて淹れている。お酒は静岡の日本酒、磯自慢が好き。
幼少期は田んぼをかけまわる元気な子供であったが、今ではインドア派である。
学生時代、「あねご」と呼ばれていた。
座右の銘は「何とかなるさ」。
自宅では一人暮らしをしている。
賢プロダクションの声優によるユニット「VvoxX」のメンバー。儚さ担当、不思議担当。

## 出演
太字はメインキャラクター。

### テレビアニメ
2013年
- ちはやふる2（ナパー・パヤクアルン、女子生徒）
- アイカツ!（2013年 - 2015年、三森あかね、新入生、木崎しずか、波照間みなみ）
- 断裁分離のクライムエッジ（同級生）
- ダンボール戦機WARS（女子生徒）

2014年
- 魔法戦争（伊田二葉）

2015年
- アイドルマスター シンデレラガールズ（水本ゆかり）
- デス・パレード（紗英）
- ガンスリンガー ストラトス（ミキ）
- パックワールド（バグ）
- ポケットモンスター XY&Z（バラ、少女）
- WORKING!!!（女の子）
- カードファイト!! ヴァンガードG（2015年 - 2016年、少年、病室の少女、研究員A） - 2シリーズ
- PEANUTS スヌーピー -ショートアニメ（ライナス）

2016年
- 魔法少女なんてもういいですから。（葉波ゆずか） - 2シリーズ
- ハイキュー!! セカンドシーズン（中島真）
- ハイスクール・フリート（宇田慧）
- ReLIFE（女子A、バレー部後輩C）
- orange（女子生徒、子供、子供時代の翔）
- ラブライブ!サンシャイン!!（子供）

2017年
- ロクでなし魔術講師と禁忌教典（システィーナ＝フィーベル）
- エロマンガ先生（和泉紗霧） - 第4話カット71原画も担当
- sin 七つの大罪（レヴィアタン）
- 神撃のバハムート VIRGIN SOUL（地獄門の女）
- ひとりじめマイヒーロー（良子、Mary）
- 妹さえいればいい。（三国山蚕）
- アイドルマスター シンデレラガールズ劇場（2017年 - 2019年、水本ゆかり） - 2シリーズ

2018年
- サンリオ男子（水野由梨）
- 恋は雨上がりのように（中田）
- イナズマイレブン アレスの天秤（2018年 - 2019年、大谷つくし） - 2シリーズ
- オーバーロードIII（リーたん）
- RELEASE THE SPYCE（相模楓）
- 閃乱カグラ SHINOVI MASTER -東京妖魔篇-（閃光）

2019年
- W'z《ウィズ》（ハルカ / 土佐堀遥）
- みにとじ（六角清香）
- 爆丸バトルプラネット（2019年 - 2020年、ボビー）
- とある科学の一方通行（リーダー）

2020年
- アイカツオンパレード!（波照間みなみ）
- 社長、バトルの時間です!（ミネ子）
- とある科学の超電磁砲T（リーダー）
- いわかける! - Sport Climbing Girls -（内村茜）

2021年
- ふしぎ駄菓子屋 銭天堂（樹里）
- 弱キャラ友崎くん（2021年 - 2024年、成田つぐみ） - 2シリーズ
- 幼なじみが絶対に負けないラブコメ（志田碧）
- 異世界魔王と召喚少女の奴隷魔術Ω（ババロン）
- 精霊幻想記（2021年 - 2024年、セリア＝クレール） - 2シリーズ
- もっと!まじめにふまじめ かいけつゾロリ（キャサリン）

2023年
- 解雇された暗黒兵士（30代）のスローなセカンドライフ（マリーカ）
- キボウノチカラ〜オトナプリキュア'23〜（篠崎ナナ）

2024年
- 変人のサラダボウル（皆神望愛）

2025年
- 機動戦士Gundam GQuuuuuuX（コモリ・ハーコート） - 2025年に劇場先行版が公開
- 中禅寺先生物怪講義録 先生が謎を解いてしまうから。（和子）
- 9-nine- Ruler’s Crown（結城希亜）
- 出禁のモグラ（犬飼詩魚）

時期未定
- 顔に出ない柏田さんと顔に出る太田君（柏田さん）

### 劇場アニメ
2010年代
- 思い出のマーニー（2014年、信子の友人B）
- Wake Up, Girls! 青春の影（2015年、レッスン生A）
- orange -未来-（2016年、子供）
- BLAME!（2017年、村人）

2020年代
- 劇場版 ハイスクール・フリート（2020年、宇田慧）

### OVA
2010年代
- 『sin 七つの大罪』ショートアニメ「懺悔録」（2017年、レヴィアタン） - Web未公開エピソード
- OVA ハイスクール・フリート（2017年、宇田慧）
- モンスター娘のいる日常（2017年、九菜月レン） - コミックス第12巻OAD付き特装版
- ビキニ・ウォリアーズOVA2（2018年、ネクロマンサー）
- エロマンガ先生（2019年、和泉紗霧）
- 蒼穹のファフナー THE BEYOND（2019年 - 2021年、貴志フェイ）

2020年代
- 刀使ノ巫女 刻みし一閃の燈火（2020年、六角清香） - 前後編

### Webアニメ
2010年代
- 機動戦士ガンダム サンダーボルト（2017年、カロリーナ）
- 『sin 七つの大罪』ショートアニメ「懺悔録」（2017年、レヴィアタン）
- ソードガイ The Animation（2018年、さより）
- アイドルマスター シンデレラガールズ劇場（2018年 - 2020年、水本ゆかり） - 2シリーズ

2020年代
- 爆丸アーマードアライアンス（2020年、ボビー）
- セリア先生のわくわくまじかる教室（2021年 - 2023年、セリア・クレール）
- Pokémon Evolutions（2021年、コウメ）
- HEROES〜Legend of Battle Disks〜（2022年、ソフィー）
- CINDERELLA GIRLS 10th Anniversary Celebration Animation ETERNITY MEMORIES（2022年、水本ゆかり）
- セリア先生のどきどきインタビュールーム（2024年、セリア・クレール）
- リーゼロッテのわくわくまじかる商会（2024年、セリア・クレール）

### ゲーム
2011年
- ぷちっと★ロックシューター

2012年
- ジェネレーション オブ カオス6（ユーリ）

2013年
- あさき、ゆめみし〜ひととせ〜（末那望）

2014年
- Tokyo 7th シスターズ（2014年 - 2019年、荒木レナ〈初代〉）
- ファイナルファンタジーアギト

2015年
- アイドルマスター シンデレラガールズ（2015年 - 2024年、水本ゆかり） - 2作品
- ミリ姫大戦（ウェーベル、ラット、カッター、マントイフェル）

2016年
- アイカツ! フォトonステージ!!（波照間みなみ）
- ウチの姫さまがいちばんカワイイ（2016年 - 2017年、メィ、和泉紗霧）
- バンドやろうぜ!（北沢優奈）
- アイドル事変（澤田ひかる）

2017年
- 戦艦ストライク（美冬、ナミ）
- 天華百剣 -斬-（一期一振）
- 幻獣契約クリプトラクト（2017年 - 2023年、ハウラ、ディオネ）
- エアリアルレジェンズ（シャオ）
- スターオーシャン:アナムネシス（フィーナ）
- ファイナルファンタジー ブレイブエクスヴィアス（フィーナ）
- オルタナティブガールズ（ダリア）
- シノビマスター 閃乱カグラ NEW LINK（閃光）
- IS 〈インフィニット・ストラトス〉 アーキタイプ・ブレイカー（ファニール・コメット）
- ドラゴンジェネシス -聖戦の絆-（リリィ）

2018年
- 装甲娘（カトリ シホ）
- Death end re;Quest（リディア・ノーラン）
- 刀使ノ巫女 刻みし一閃の燈火（六角清香）
- セブンズストーリー（2018年 - 2019年、ソニア、メリノ）
- ヴァルキリーコネクト（ヨルズ）
- グランブルーファンタジー（2018年 - 2024年、レニー）
- 機動戦隊アイアンサーガ（グレッタ、メルル）
- 永远的7日之都（塞拉菲姆）
- タユタマ2 -you're the only one-（泉戸こはく）
- 機動戦士ガンダム バトルオペレーション2（レオナ・ルークラフト）
- フリージング エクステンション（シャルル・ボナパルト）
- ソードアート・オンライン メモリー・デフラグ（マコト）
- イナズマイレブンAC（2018年 - 2019年、大谷つくし） - 2作品
- 神撃のバハムート（ムルムル）
- マップラス＋カノジョ（綾波亜衣里）
- ドラゴンクエストビルダーズ2 破壊神シドーとからっぽの島（女主人公）
- イドラ ファンタシースターサーガ（ステラ）
- ボンバーガール（パプル）
- アズールレーン（2018年 - 2019年、ブッシュ、シャングリラ、バターン、ヘイゼルウッド）

2019年
- 黒騎士と白の魔王（ニュクス、エロース）
- RELEASE THE SPYCE secret fragrance（相模楓）
- 荒野のコトブキ飛行隊 大空のテイクオフガールズ!（ローラ）
- 47 HEROINES（佐倉乙女）
- 添いカノ〜ぎゅっと抱きしめて〜（熊倉夜明）
- ハイスクール・フリート 艦隊バトルでピンチ!（宇田慧）
- エンゲージプリンセス〜眠れる姫君と夢の魔法使い〜（ネムネム）
- リネージュM（パンドラ）
- 結城友奈は勇者である 花結いのきらめき（相模楓）
- プリンセスコネクト！Re:Dive（2019年 - 2024年、イノリ / 一ノ瀬祈梨）
- SINoALICE -シノアリス-（ラプンツェル、フィーナ）
- クイズRPG 魔法使いと黒猫のウィズ（フリーレ・ギフト）
- ArkResona（アリア）
- トリカゴ スクラップマーチ（チクワ）
- ドールズフロントライン（Gr G36c、Five-seven）
- ファンタシースターオンライン2 es（イドラ）
- グラフィティスマッシュ（ノレイナ）
- ワールドフリッパー（エンニ、クォーツァー）
- アクション対魔忍（新条友奈）
- Shadowverse（2019年 - 2020年、シープライダー、気弱な竜少女・イノリ）

2020年
- ラストピリオド -終わりなき螺旋の物語-（オラクル）
- メガミラクルフォース（リディア・ノーラン）
- Death end re;Quest2（リディア・ノーラン）
- 東方キャノンボール（洩矢諏訪子）
- ステリアデイズ・ウィキッド（ファラ・ステンリー）
- 御城プロジェクト:RE〜CASTLE DEFENSE〜（伊豆下田城、魚津城）
- 白猫プロジェクト（エプリル）
- 装甲娘-ミゼレムクライシス-（2020年 - 2021年、さくら☆零号機 / ヤマシナアン、フェンリル / カトリシホ、ビビンバードゴールド / ヤグチショウコ）
- とある魔術の禁書目録 幻想収束（リーダー）
- アークナイツ（バイビーク、シャマレ）
- 原神（スクロース）
- ゼルダ無双 厄災の黙示録（インパ）
- ファンタジア・リビルド（システィーナ＝フィーベル）

2021年
- 9-nine-（結城希亜）
- 精霊幻想記アナザーテイル（セリア＝クレール）
- sin 七つの大罪 X-TASY（レヴィアタン）
- ファイナルファンタジーVII リメイク インターグレード（ナヨ）
- アイドルマスター ポップリンクス（水本ゆかり）
- スターメロディー ユメミドリーマー（七星夢美）
- 陰陽師本格幻想（川猿）
- 魂器学院（エリアル）

2022年
- 永远的7日之都（里见茜）
- 白き鋼鉄のX2（ヴェスパ）
- ヴェルヴェット・コード（コロッサス、涼月）
- ブルーアーカイブ -Blue Archive-（2022年 - 2024年、月雪ミヤコ）
- 燐光のレムリア 〜星空の絆〜（ペルフェネア、イオリ）

2023年
- ダークテイルズ〜鏡と狂い姫〜（アリス、ウェンディ）
- エーテルゲイザー（ホズル）
- セガNET麻雀 MJ（ヤクハイ）
- 機動戦士ガンダム 鉄血のオルフェンズG（タギング・コーサ）

2024年
- ファイナルファンタジーVII リバース
- アウタープレーン（メネ）
- 勝利の女神:NIKKE（トロニー）
- Death end re;Quest Code Z（リディ、悪霊）
- カルドアンシェル（ヴェスパ）
- 八剱伝Switch版（八千代大鶴）
- アッシュエコーズ（ビゴーニャ）

### ドラマCD
- 妓楼の軍人（2015年、月里舞）
- ジェラテリアスーパーノヴァ（2016年、菅井）
- ひとりじめマイヒーロー（2017年、メアリ）
- おかしな転生（2018年、女性）
- Z/X -Zillions of enemy X- NF DramaCD (13)「ボコすかレシピ」（黒崎春日）
- Z/X -Zillions of enemy X- NF DramaCD 16「ユニバース・プリンセス」（2019年、黒崎春日）
- エロマンガ先生 Complete Collection ボイスドラマ「紗霧のらぶらぶ耳かき&ささやき夢ボイス」（2023年、和泉紗霧）
- 青春ブタ野郎はビーチクイーンの夢を見ない（2024年、大津美凪[103]）

### オーディオドラマ
2010年代
- 七つの大罪 罪の告白 電脳グリモワール（2016年 - 2017年、レヴィアタン）
- 圧倒的添い寝CD 〜お淑やかな年上彼女に優しく癒されちゃう〜（2020年、祐美）
- 反逆のソウルイーター 〜弱者は不要といわれて剣聖(父)に追放されました〜 特別オーディオドラマ（2019年、スズメ）

2021年
- しあわせおうちでーと・結城希亜 〜休日は猫みたいに幸せ〜（結城希亜）

2022年
- 地図にない島（小池慶子）
- わたしのために脱ぎなさいっ！（二ノ瀬しずく）

2023年
- 【ASMR】幼馴染と過ごすクリスマス【ユメミドリーマー】（七星夢美）
- 【ASMR・耳かき・添い寝】僕だけのVtuber 〜あざとカワイイ君を独り占め特別配信〜 【CV:藤田茜】（神楽かぐや）
- 【耳かき・シャンプー・看病・添い寝】妹が一日一回しか目を合わせてくれない。【CV:藤田茜】（妹)
- 海姉妹・次女 〜普段はクールなお姉さんと波音や汽笛を聴きながらのんびりASMR〜【CV.藤田茜】（青島深波）

2024年
- 【百合体験】ふたりで紡ぐ朝と夜〜7days breaths〜（穂波羽衣）
- 【ブルーアーカイブ】ミヤコ（水着）ASMR〜ふたりきりの島でおはようを。〜（ミヤコ）
- 海姉妹 〜次女・深波&四女・凪沙 クールな姉&イタズラっ子な妹が水着姿であなたを癒やすASMR〜（青島深波）
- 海姉妹 〜クールな次女&甘えんぼな五女があなたを家に招いて一緒にくつろぐASMR〜（青島深波）

### 吹き替え

#### 映画
- エヴァリー（英語版）（メイシー）
- 男ゴコロはマンガ模様（クリオ〈アウンドレ・ガスビー〉）
- クリスマスがくれたもの（オリビア・チャンドラー）
- ギヴァー 記憶を注ぐ者

#### ドラマ
- ウェイワード・パインズ 出口のない街 シーズン2 #7
- クリミナル・マインド10 FBI行動分析課 #11, #17（グレタ）
- 三銃士 #4
- CSI:15 科学捜査班 ザ・ファイナル #17（カーラ・ノーラン〈ハーレイ・グラハム〉）
- フォーリング スカイズ シーズン5 #2, #3, #9
- Project Mc2（英語版）（キャメロン）

#### アニメ
- ストロベリーショートケーキ（ストロベリー）
- Happiness is: スヌーピーと幸せのブランケット（2011年映画）（ライナス）

### ラジオ
※はインターネット配信。
- ラジオどっとあい藤田茜のねむたいならねむっちゃお?（2017年、AG-ON※・超!A&G+※）[108]
- みゃらむぅ研究所（2017年 - 、アニメイトタイムズ※）[109]
- sin 七つの大罪〜π（パイ）ラジ〜（2017年、音泉※）[110]
- システィ&ルミアの禁忌通信（2017年、音泉※）[111]
- ラジオで エロマンガSENSAION!（2017年、音泉※）[112]
- 妹と加隈亜衣と藤田茜とラジオさえあればいい。（2017年、HiBiKi Radio Station※）[113]
- 藤田茜のradioclub.jp（2017年、かつしかFM他）
- 藤田茜・下地紫野 仕事で会えないからラジオはじめました。（2018年、音泉※）[114]
- 藤田茜シーズン1（2018年 - 2021年、音泉※）[115]
- 藤田茜のシュガハニスィートカフェ（2018年 - 2022年 、ニコニコ生放送※）[116][117]
- 鷲崎健・藤田茜のグレパラジオ（2018年 - 、音泉※）[118]
- TVアニメ「RELEASE THE SPYCE」ツキカゲ大作戦（2018年 - 2019年、音泉※）[119]
- 藤田茜的7日之声（2018年 - 、bilibili※）[120]
- 精霊幻想記アナザーテイルラジオ 〜私の胸をかしてあげる〜（2021年 - 、音泉※）[121]
- G123ラジオ 3・2・1 GO!（2021年 - 、音泉※）[122]
- 藤田茜シーズン2（2021年 - 、音泉※）

### ラジオCD
- DJCD「ラジオで　エロマンガSENSATION！」(2017年)
- ラジオCD「ラジオで　エロマンガSENSATION！」Vol.1 - 2(2017年)
- ラジオCD「システィ＆ルミアの禁忌通信」Vol.1 - 2(2017年)
- ラジオCD「RELEASE THE SPYCEツキカゲ大作戦」Vol.1 - 2（2019年）
- DJCD「鷲崎健・藤田茜のグレパラジオ」〜グレパカルトクイズ編〜（2020年）[123]
- DJCD「鷲崎健・藤田茜のグレパラジオ」〜レッド編〜（2020年）
- DJCD「鷲崎健・藤田茜のグレパラジオ」〜シロ編〜（2021年）
- 『グレパ・ためらじ・ことパン シャッフルDJCD』（2021年）
- DJCD「鷲崎健・藤田茜のグレパラジオ」〜ピンク編〜（2022年）
- DJCD「鷲崎健・藤田茜のグレパラジオ」〜パープル編〜（2023年）

### デジタルコミック
- それでも町は廻っている（2013年、嵐山歩鳥）

### テレビ番組
※はインターネット配信。
- 多数決ドラマ『俺の妹がこんなに可愛いわけがない featuring エロマンガ先生』（2015年 - 2016年、ニコニコ生放送※）和泉紗霧 / エロマンガ先生 役
- 伏見つかさ10周年記念「アニメ『エロマンガ先生』 最近（もっとも近い）のアニメをみんなで作ります」（2016年 - 2017年、ニコニコ生放送※[124]）
  - 最近（もっとも近い）の『エロマンガ先生』をみんなでつくります（2017年 - 2018年）
  - OVA『エロマンガ先生』のその先をみんなで目指します！（2018年）
- みんなで見よう『エロマンガ先生』（2017年、ニコニコ生放送※）
- みんなで作ろう『俺の妹 あやせAI』（2017年、ニコニコ生放送※）
- リリスパ生放送 〜ミッション：ぽっしぶる!?〜（2018年、ニコニコ生放送、LINE LIVE※[125]）

### 映像作品
- DVD「ゆみりと愛奈のモグモグ・コミュニケーションズ モグモグツアー in 北海道」（2017年）[126]
- DVD「藤田茜シーズン1〜下地紫野さんと行く静岡の旅だよ藤田さん〜」（2018年）
- DVD「RELEASE THE SPYCEツキカゲ大作戦」京都編（2019年）
- Tokyo 7th Sisters Memorial Live in NIPPON BUDOKAN “Melody in the Pocket”（2019年2月）[127]
- t7s 4th Anniversary Live -FES!! AND YOUR LIGHT- in Makuhari Messe（2019年7月）[128]
- 「鷲崎健・藤田茜のグレパラジオ」アニラジアワード受賞記念DVDin北海道（2019年）
- 「鷲崎健・藤田茜のグレパラジオ」慰安旅行DVDin静岡（2020年）
- 「鷲崎健・藤田茜のグレパラジオ」慰安旅行Blu-ray in 日光 with ことパン（2022年）
- 「鷲崎健・藤田茜のグレパラジオ」慰安旅行Blu-ray in 神戸（2023年）

### 朗読劇
- PLATTO朗読劇「二つのさよなら、半分の再会」（2020年、朝陽）[129]
- PEADPIA「しろな：リスタート！」（2022年、望草よもぎ）[130]※新型コロナウイルス感染症の流行の影響で中止
- 【ダーク姫】朗読劇『ロミオとジュリエット愛の物語』🖤小林裕介・安済知佳・藤田茜・永塚拓馬・佐藤日向・鶴岡聡（2023年）[131]

### ナレーション
- Music B.B.（2018年5月30日、6月6日放送分）

### その他コンテンツ
- PV【電撃文庫朗読してみた】
  - 男女の友情は成立する?（いや、しないっ!!）Flag 1. じゃあ、30になっても独身だったらアタシにしときなよ?（2021年[132]）
  - 来タル最強ノ復讐者 〜救いなき監獄都市で絶望を容赦なく破壊する〜（2021年[133]）
  - 先輩、わたしと勝負しましょう。ときめいたら負けです! イヤし系幼女後輩VS武人系先輩（2021年[134]）
  - 犯罪迷宮アンヘルの難題騎士（2021年[135]）

## ディスコグラフィ

### キャラクターソング
| 発売日   | 商品名                                                                                         | 歌 | 楽曲                                                                      | 備考                                                                               |
| 2012年   | 2012年                                                                                         | 2012年 | 2012年                                                                    | 2012年                                                                             |
| -------- | ---------------------------------------------------------------------------------------------- | --- | ------------------------------------------------------------------------- | ---------------------------------------------------------------------------------- |
| 3月22日  | YUMEGIWA DOLL                                                                                  | VvoxX | 「YUMEGIWA DOLL」 「EDOKYO FUTURE」                                       | 『VvoxX』関連曲                                                                    |
| 2013年   |                                                                                                | |                                                                           |                                                                                    |
| 12月     | -                                                                                              | 嵐山歩鳥（藤田茜）、真田広章（斉藤壮馬） | 「シーサイドストーリー」                                                  | デジタルコミック『それでも町は廻っている』エンディングテーマ                       |
| 2015年   |                                                                                                | |                                                                           |                                                                                    |
| 12月9日  | YELLOW                                                                                         | Le☆S☆Ca | 「YELLOW」 「Behind Moon」                                                | ゲーム『Tokyo 7th シスターズ』関連曲                                               |
| 2016年   |                                                                                                | |                                                                           |                                                                                    |
| 12月7日  | トワイライト                                                                                   | Le☆S☆Ca | 「トワイライト」 「タンポポ」                                             | ゲーム『Tokyo 7th シスターズ』関連曲                                               |
| 12月7日  | -                                                                                              | 水本ゆかり（藤田茜） | 「お願い！シンデレラ 」                                                   | ゲーム『アイドルマスター シンデレラガールズ スターライトステージ』関連曲           |
| 2017年   |                                                                                                | |                                                                           |                                                                                    |
| 5月24日  | Precious You☆                                                                                  | システィーナ＝フィーベル（藤田茜）、ルミア＝ティンジェル（宮本侑芽）、リィエル＝レイフォード（小澤亜李）                                     | 「Precious You☆」                                                         | テレビアニメ『ロクでなし魔術講師と禁忌教典』エンディングテーマ                     |
| 5月24日  | Precious You☆                                                                                  | システィーナ＝フィーベル（藤田茜）、ルミア＝ティンジェル（宮本侑芽）、リィエル＝レイフォード（小澤亜李）                                     | 「ブレイヴシンフォニア」                                                  | テレビアニメ『ロクでなし魔術講師と禁忌教典』関連曲                                 |
| 5月31日  | THE IDOLM@STER CINDERELLA GIRLS STARLIGHT MASTER 11 あんきら!?狂騒曲                           | 佐久間まゆ（牧野由依）、小早川紗枝（立花理香）、水本ゆかり（藤田茜）、三村かな子（大坪由佳）、速水奏（飯田友子）                             | 「あいくるしい」                                                          | ゲーム『アイドルマスター シンデレラガールズ スターライトステージ』関連曲           |
| 6月28日  | エロマンガ先生 BD・DVD第1巻特典CD                                                              | 和泉紗霧（藤田茜） | 「Secret Link」                                                           | テレビアニメ『エロマンガ先生』関連曲                                               |
| 6月28日  | sin 七つの大罪 BD・DVD第1巻特典CD                                                              | レヴィアタン（藤田茜） | 「レヴィのレシピ」                                                        | テレビアニメ『sin 七つの大罪』挿入歌                                               |
| 6月28日  | ロクでなし魔術講師と禁忌教典 BD・DVD第1巻特典CD                                                | システィーナ＝フィーベル（藤田茜） | 「Possibility」                                                           | テレビアニメ『ロクでなし魔術講師と禁忌教典』関連曲                                 |
| 9月27日  | エロマンガ先生 BD・DVD第4巻特典CD                                                              | 和泉紗霧（藤田茜） | 「夏色恋花火」                                                            | テレビアニメ『エロマンガ先生』エンディングテーマ                                   |
| 2018年   |                                                                                                | |                                                                           |                                                                                    |
| 3月23日  | 妹さえいればいい。 BDBOX下巻特典CD                                                             | 三国山蚕（藤田茜） | 「イノセント・ラブリー」                                                  | テレビアニメ『妹さえいればいい。』エンディングテーマ                               |
| 4月11日  | THE IDOLM@STER CINDERELLA GIRLS MASTER SEASONS SPRING!                                         | 関裕美（会沢紗弥）、水本ゆかり（藤田茜）、棟方愛海（藤本彩花）                                                                               | 「HARURUNRUN」                                                            | ゲーム『アイドルマスター シンデレラガールズ』関連曲                                |
| 5月20日  | Z/X -Zillions of enemy X- NF DramaCD (13)「ボコすかレシピ」                                    | 黒崎春日（藤田茜）、倉敷世羅（金元寿子） | 「はぴバースデー」                                                        | ドラマCD『Z/X』関連曲                                                              |
| 6月20日  | SPYCY THE LIFE                                                                                 | ピリペッパーズ | 「SPYCY THE LIFE」 「特製スパイスは刺激的!?」 「目立て！隠密☆大作戦！」   | テレビアニメ『RELEASE THE SPYCE』関連曲                                            |
| 7月4日   | THE STRAIGHT LIGHT                                                                             | Le☆S☆Ca | 「ひまわりのストーリー」                                                  | ゲーム『Tokyo 7th シスターズ』関連曲                                               |
| 7月18日  | THE IDOLM@STER CINDERELLA GIRLS STARLIGHT MASTER 19 With Love                                  | 五十嵐響子（種﨑敦美）、乙倉悠貴（中島由貴）、水本ゆかり（藤田茜）、諸星きらり（松嵜麗）、姫川友紀（杜野まこ）                               | 「With Love（M@STER VERSION）」                                           | ゲーム『アイドルマスター シンデレラガールズ スターライトステージ』関連曲           |
| 8月8日   | THE IDOLM@STER CINDERELLA GIRLS LITTLE STARS! いとしーさー♥                                    | 輿水幸子（竹達彩奈）、多田李衣菜（青木瑠璃子）、藤原肇（鈴木みのり）、水本ゆかり（藤田茜）、森久保乃々（高橋花林）                           | 「いとしーさー♥」                                                         | テレビアニメ『アイドルマスター シンデレラガールズ劇場』エンディングテーマ          |
| 8月8日   | THE IDOLM@STER CINDERELLA GIRLS LITTLE STARS! いとしーさー♥                                    | 水本ゆかり（藤田茜） | 「いとしーさー♥」                                                         | テレビアニメ『アイドルマスター シンデレラガールズ劇場』エンディングテーマ          |
| 9月19日  | THE IDOLM@STER CINDERELLA GIRLS STARLIGHT MASTER 21 Kawaii make MY day!                        | 中野有香（下地紫野）、水本ゆかり（藤田茜）、椎名法子（都丸ちよ）                                                                             | 「Kawaii make MY day!（M@STER VERSION）」                                 | ゲーム『アイドルマスター シンデレラガールズ スターライトステージ』関連曲           |
| 10月24日 | スパッと！スパイ&スパイス/Hide & Seek                                                          | ツキカゲ | 「スパッと！スパイ&スパイス」                                             | テレビアニメ『RELEASE THE SPYCE』オープニングテーマ                                |
| 10月24日 | スパッと！スパイ&スパイス/Hide & Seek                                                          | ツキカゲ | 「Hide & Seek」                                                           | テレビアニメ『RELEASE THE SPYCE』エンディングテーマ                                |
| 11月9日  | THE IDOLM@STER CINDERELLA GIRLS 6thLIVE MERRY-GO-ROUNDOME!!! MASTER SEASONS SPRING! SOLO REMIX | 水本ゆかり（藤田茜） | 「HARURUNRUN」                                                            | ゲーム『アイドルマスター シンデレラガールズ』関連曲                                |
| 11月21日 | RELEASE THE SPYCE キャラクターソング 楓&命                                                     | 相模楓（藤田茜） | 「Pick」                                                                  | テレビアニメ『RELEASE THE SPYCE』関連曲                                            |
| 11月21日 | RELEASE THE SPYCE キャラクターソング 楓&命                                                     | 相模楓（藤田茜）、八千代命（洲崎綾） | 「スパッと！スパイ&スパイス」                                             | テレビアニメ『RELEASE THE SPYCE』関連曲                                            |
| 2019年   |                                                                                                | |                                                                           |                                                                                    |
| 1月30日  | トリカゴ スクラップマーチ UNIT1 スクラップ・マーチング！                                       | Bits & Pieces | 「スクラップ・マーチング！」                                              | ゲーム『トリカゴ スクラップマーチ』テーマソング                                    |
| 1月30日  | トリカゴ スクラップマーチ UNIT1 スクラップ・マーチング！                                       | Bits & Pieces | 「がらくた・とれじゃあ」                                                  | ゲーム『トリカゴ スクラップマーチ』関連曲                                          |
| 3月13日  | W'z《ウィズ》キャラクターソング・アルバム                                                      | ユキヤ（福原かつみ）、ハルカ（藤田茜） | 「With」                                                                  | テレビアニメ『W'z《ウィズ》』関連曲                                                |
| 3月13日  | W'z《ウィズ》キャラクターソング・アルバム                                                      | ハルカ（藤田茜） | 「With（Kiyoshi Sugo remix）」                                            | テレビアニメ『W'z《ウィズ》』関連曲                                                |
| 11月8日  | THE IDOLM@STER CINDERELLA GIRLS 7thLIVE TOUR Special 3chord♪ Funky Dancing! 会場オリジナルCD   | 水本ゆかり（藤田茜） | 「With Love（M@STER VERSION）」 「Kawaii make MY day!（M@STER VERSION）」 | ゲーム『アイドルマスター シンデレラガールズ スターライトステージ』関連曲           |
|          | ArkResonaキャラクターソング アリア                                                             | アリア（藤田茜） | 「Monochrome」                                                            | CD未発売（プレゼントキャンペーン）                                                 |
| 2020年   |                                                                                                | |                                                                           |                                                                                    |
| 4月15日  | THE IDOLM@STER CINDERELLA GIRLS STARLIGHT MASTER 38 Fascinate                                  | 水本ゆかり（藤田茜）、中野有香（下地紫野）、椎名法子（都丸ちよ）                                                                             | 「YELLOW YELLOW HAPPY」                                                   | ゲーム『アイドルマスター シンデレラガールズ スターライトステージ』関連曲           |
| 4月29日  | プリンセスコネクト！Re:Dive PRICONNE CHARACTER SONG 14                                         | イノリ（藤田茜）、カヤ（小市眞琴）、ホマレ（大西沙織）                                                                                       | 「in flames」                                                             | ゲーム『プリンセスコネクト！Re:Dive』挿入歌                                        |
| 4月29日  | 百華繚乱 弐                                                                                    | 赤松政則刀（井上遥乃）、一期一振（藤田茜）、蜂須賀正恒（桜木アミサ）                                                                         | 「ごくらく！Blooming」                                                    | ゲーム『天華百剣 -斬-』関連曲                                                      |
| 8月19日  | THE IDOLM@STER CINDERELLA GIRLS LITTLE STARS EXTRA! Sing the Prologue♪                         | 水本ゆかり（藤田茜） | 「私色のプレリュード」                                                    | Webアニメ『アイドルマスター シンデレラガールズ劇場 Extra Stage』エンディングテーマ |
| 8月26日  | ドールズフロントラインCharacter Song Collection「ECHOES」                                      | Five-seven（藤田茜） | 「ホントの作戦」                                                          | ゲーム『ドールズフロントライン』関連曲                                             |
| 12月23日 | 荒野のコトブキ飛行隊 大空のテイクオフガールズ！ チームソングミニアルバム                       | ゲキテツ一家 | 「JIN」                                                                   | ゲーム『荒野のコトブキ飛行隊 大空のテイクオフガールズ！』関連曲                    |
| 2021年   |                                                                                                | |                                                                           |                                                                                    |
| 2月24日  | 刀使ノ巫女 刻みし一閃の燈火 BD・DVD特典CD                                                      | 安桜美炎（茜屋日海夏）、瀬戸内智恵（石原夏織）、七之里呼吹（五十嵐裕美）、六角清香（藤田茜）、木寅ミルヤ（沼倉愛美）、山城由依（上坂すみれ） | 「blurry shadow」                                                         | OVA『刀使ノ巫女 刻みし一閃の燈火』主題歌                                           |
| 7月28日  | プリンセスコネクト！Re:Dive PRICONNE CHARACTER SONG 22                                         | カヤ（小市眞琴）、ホマレ（大西沙織）、イノリ（藤田茜）                                                                                       | 「Seize The Day!」                                                        | ゲーム『プリンセスコネクト！Re:Dive』挿入歌                                        |
| 7月28日  | プリンセスコネクト！Re:Dive PRICONNE CHARACTER SONG 22                                         | イノリ（藤田茜） | 「Seize The Day!」                                                        | ゲーム『プリンセスコネクト！Re:Dive』挿入歌                                        |
| 12月8日  | THE IDOLM@STER CINDERELLA GIRLS STARLIGHT MASTER GOLD RUSH! 13 Secret Mirage                   | 水本ゆかり（藤田茜）、小早川紗枝（立花理香）                                                                                                 | 「Secret Mirage（M@STER VERSION）」                                       | ゲーム『アイドルマスター シンデレラガールズ スターライトステージ』関連曲           |
| 12月8日  | THE IDOLM@STER CINDERELLA GIRLS STARLIGHT MASTER GOLD RUSH! 13 Secret Mirage                   | 水本ゆかり（藤田茜） | 「Secret Mirage（M@STER VERSION）」                                       | ゲーム『アイドルマスター シンデレラガールズ スターライトステージ』関連曲           |
| 2022年   |                                                                                                | |                                                                           |                                                                                    |
| 12月14日 | THE IDOLM@STER CINDERELLA GIRLS STARLIGHT MASTER R/LOCK ON! 11 メモリーブロッサム              | 西園寺琴歌（安齋由香里）、白菊ほたる（天野聡美）、高森藍子（金子有希）、五十嵐響子（種﨑敦美）、水本ゆかり（藤田茜）                         | 「メモリーブロッサム（M@STER VERSION）」                                  | ゲーム『アイドルマスター シンデレラガールズ スターライトステージ』関連曲           |
| 12月14日 | THE IDOLM@STER CINDERELLA GIRLS STARLIGHT MASTER R/LOCK ON! 11 メモリーブロッサム              | 水本ゆかり（藤田茜） | 「メモリーブロッサム（M@STER VERSION）」                                  | ゲーム『アイドルマスター シンデレラガールズ スターライトステージ』関連曲           |
| 2023年   |                                                                                                | |                                                                           |                                                                                    |
| 1月25日  | エロマンガ先生 Complete Collection                                                             | 和泉紗霧（藤田茜） | 「ツナガルセカイ」                                                        | テレビアニメ『エロマンガ先生』関連曲                                               |
| 2024年   |                                                                                                | |                                                                           |                                                                                    |
| 6月19日  | THE IDOLM@STER CINDERELLA GIRLS STARLIGHT MASTER HEART TICKER! 08 スバル                       | 大石泉（大木咲絵子）、乙倉悠貴（中島由貴）、多田李衣菜（青木瑠璃子）、水本ゆかり（藤田茜）、神谷奈緒（松井恵理子）                           | 「スバル（M@STER VERSION）」                                              | ゲーム『アイドルマスター シンデレラガールズ スターライトステージ』関連曲           |
| 6月19日  | THE IDOLM@STER CINDERELLA GIRLS STARLIGHT MASTER HEART TICKER! 08 スバル                       | 水本ゆかり（藤田茜） | 「スバル（M@STER VERSION）」                                              | ゲーム『アイドルマスター シンデレラガールズ スターライトステージ』関連曲           |
| 12月23日 | ブルーアーカイブ 青春あんさんぶる Vol.8 「RABBIT小隊」                                         | ミヤコ（藤田茜）、サキ（友永朱音）、モエ（井澤詩織）、ミユ（後藤邑子）                                                                       | 「進み続ける兎たち」                                                      | ゲーム『ブルーアーカイブ -Blue Archive-』関連曲                                    |

### その他参加作品
| 発売日        | 商品名           | 歌             | 楽曲                 | 備考                                                      |
| ------------- | ---------------- | -------------- | -------------------- | --------------------------------------------------------- |
| 2019年3月27日 | 気まぐれパーティ | 鷲崎健、藤田茜 | 「気まぐれパーティ」 | ラジオ『鷲崎健・藤田茜のグレパラジオ』テーマソング        |
| 2021年5月26日 | greppa!!         | 鷲崎健、藤田茜 | 「greppa!!」         | ラジオ『鷲崎健・藤田茜のグレパラジオ』エンディングテーマ  |
| 2021年5月26日 | 夕暮れパレット   | 鷲崎健、藤田茜 | 「夕暮れパレット」   | ラジオ『鷲崎健・藤田茜のグレパラジオP』エンディングテーマ |

## ライブ・イベント
- 電撃文庫 春の祭典2016 「電撃文庫 新作発表ステージ」（2016年3月14日、秋葉原UDX[137]）
- 魔法少女なんでもういいですから。Blu-ray発売記念イベント（2016年8月7日、科学技術館サイエンスホール[138]）
- t7s 2nd Anniversary Live in PACIFICO Yokohama 16'→30'→34' -INTO THE 2ND GEAR-（2016年8月21日、パシフィコ横浜[139]）
- 東京国際ブックフェア 専門セミナー みんなでライトノベルについて語ろう！〜これが我らのラノベ道〜（2016年9月24日、東京ビッグサイト[140]）
- 電撃文庫 秋の祭典2016（2016年10月2日、秋葉原UDX[141]）
- ファンタジア文庫大感謝祭2016「ロクでなし魔術講師と禁忌教典」スペシャルステージ（2016年10月22日、ベルサール秋葉原[142]）
- ニジ★ステーション!! Vol.2（2016年12月22日開催、秋葉原UDX[143]）
- t7s LIVE -INTO THE 2ND GEAR 2.5-（2017年1月15日開催、なんばHatch[144]）
- KENPROCK Festival 2017（2017年3月11日開催、パシフィコ横浜[145]）
- AnimeJapan 2017 「『エロマンガ先生』放送直前スペシャルステージ!」（2017年3月26日開催、東京ビッグサイト[146]）
- 藤田茜　清水港・船上プレミアムイベント＠オーシャンプリンセス号(2023年11月12日開催　富士山清水港クルーズ【公式】[147]）

## 書籍

### 雑誌連載
- 声優グランプリ「藤田茜のあかねっち」[148]